# Dorothy M. Horstmann
Dorothy Millicent Horstmann (Spokane, 2 de julio de 1911-New Haven, 11 de enero de 2001) fue una epidemióloga, viróloga y pediatra estadounidense cuya investigación sobre la propagación del poliovirus en el flujo sanguíneo humano ayudó a sentar las bases para el desarrollo de la vacuna contra la poliomielitis. Fue la primera mujer nombrada como profesora permanente en la Escuela de Medicina de Yale.

## Primeros años y educación
Horstmann nació el 2 de julio de 1911 en Spokane, Washington y donde consiguió su titulación universitaria en 1936, en la Universidad de California, Berkeley . Más tarde, realizó su formación médica en la Universidad de California, San Francisco, donde obtuvo su título de médica en 1940. Dorothy desarrolló interés en las enfermedades infecciosas tras escuchar las conferencias impartidas por Karl Friedrich Meyer mientras estaba en el Hospital General de San Francisco, donde realizó su pasantía y residencia. Además, recibió preparación adicional adicional en el Hospital de la Universidad de Vanderbilt.
En los primeros momentos, fue rechazada en el programa residencial de Vanderbilt, debido a que el jefe de medicina de dicha escuela, Hugh Morgan, solamente elegía a hombres para incorporarlos a este programa. Pero tras unos meses, recibió una carta de Morgan, en la que le preguntaba si aún estaba interesada en el puesto. Aceptó la proposición y aunque el presentarse a este trabajo fue en principio como un estado de shock, término el año allí con éxito.
En 1942 fue contratada por la Escuela de Medicina de Yale, como miembro en la Sección de Medicina Preventiva de la Commonwealth. Allí se especializó en medicina interna con John R. Paul. Durante el año 1944 se dedicó a la enseñanza de medicina en la Universidad de California, San Francisco. Pero un año después, regresó a Yale, donde retomaría su trabajo tras ser nombrada de manera conjunta tanto para el departamento de epidemiología como para el de pediatría. Además, pasó a pertenecer a la Escuela de Salud Pública de Yale, recién creada.

## Trabajo como epidemióloga
Después de tener que trabajar en un brote de polio en New Haven, Connecticut, su enfoque profesional viró hacia las enfermedades infecciosas. Esta labor la desempeñó en el equipo de polio de Yale, donde se encontraban investigadores como Joseph L. Melnick, el cual utilizó la llamada "epidemiología clínica", un enfoque para monitorizar los brotes de polio en Connecticut, Nueva York, Illinois y Nueva Jersey. También se utilizó este enfoque para el brote que se produjo en Hickory, Carolina del Norte, que fue uno los más graves del siglo.
El modo de trabajo en cada localización consistía en analizar el suministro de agua y sus condiciones sanitarias, recolectar insectos que podrían ser posibles vectores y las tomas de muestras de sangre con pacientes, tanto con síntomas como sin ellos. Todo enfocado al esfuerzo por identificar la manera de transmisión del virus entra la población. Descartando la idea convencional de que el virus de la polio tenía afectación directa en el sistema nervioso, Horstmann y sus compañeros de investigación, como Robert W. McCollum, descubriero rastros del virus en el torrente sanguíneo, lo que les llevó a la conclusión de la que polio llegaba al cerebro a través de este. La vacuna oral contra la poliomielitis se desarrolló con base en estas investigaciones y, a finales de la década de 1950, Horstmann pudo comprobar que las pruebas de la vacuna llevadas a cabo en el bloque soviético eran efectivas, lo que confirmó los resultados preliminares, que la vacuna funcionaba. Tras esto, comenzó el uso generalizado de la misma en Estados Unidos.
John Franklin Enders, ganador del Premio Nobel por el desarrollo de la vacuna de la polio, otorgó crédito a Horstmann por, en palabras suyas, "sacudir el sentimiento generalizado de que el virus crecía únicamente en las células nerviosas". John F. Fulton, historiador médico de Yale, calificó el descubrimiento de Dorothy Horstmann como "historia médica" y afirmó que el averiguar cómo se transmitía la poliomielitis en la sangre "fue tan emocionante como todo lo que ha sucedido en la Escuela de Medicina de Yale desde que llegué aquí por primera vez en 1930 y es un tremendo crédito para su industria e imaginación científica".
Horstmann, se dedicó también a investigar sobre la epidemiología clínica del virus de la rubéola. Su trabajo y desempeño fue decisivo para garantizar la eficacia y seguridad de la vacuna contra esta enfermadad infecciosa.
En 1961, fue elegidad profesora titular en Yale, lo que la convertía en la primera mujer en recibir dicho puesto en la facultad de medicina. Más tarde, en 1969, sería nombrada para ocupar una cátedra de epidemiología y pediatría. Tras ser expresidenta de la Sociedad de Enfermedades Infecciosas de América, fue elegida como miembro de la Academia Nacional de Ciencias de los Estados Unidos.
Horstmann murió en New Haven, el 11 de enero de 2001, debido a complicaciones de la enfermedad de Alzheimer, dejando tras de sí un gran legado de contribuciones como pionera en los campos de la polomielitis, la ciencia, la educación y la pediatría que han tenido poco reconocimiento, pero que con el tiempo merecen ser reconocidos, ya que fue una mujer que dio pistas y claves necesarias en sus investigaciones para encontrar una vacuna eficaz contra un virus que estaba atemorizando a medio mundo.

## En la cultura popular
The Woman with the Cure, es una novela de ficción histórica, escrita por Lynn Cullen, y lanzada por Berkley en 2023, basada en la importante participación de Horstmann en la búsqueda de las causas de la poliomielitis.